# Tjeldsund-híd
A Tjeldsund-híd' közúti függőhíd, amely a Tjeldsundet-szoros fölött ível át Hinnøya szigete és Troms megye közt, Norvégiában. A hidat 1967 augusztus 22-én V. Olaf norvég király adta át a forgalomnak. A híd 1007 méter hosszú, leghosszabb nyílása 290 méter. A híd 32 pilléren nyugszik és 41 méterrel magasodik a tenger szintje fölé a hídtest. A hidat 30 hónapig építették, mely során felhasználtak 112000 zsák cementet, 1200 tonna acélt. A híd építési költségei 45 millió norvég koronára rúgtak. A hídon halad át az E10-es európai út, mely Harstad települést köti össze Skånlanddal. A híd részét képezi egy több hídból álló közúti összeköttetésnek, melyek összekötik a szárazfölddel a Vesterålen-szigetcsoportot és régiót, valamint a Lofoten-szigetcsoportot. 

## Fordítás
Ez a szócikk részben vagy egészben  a   Tjeldsund Bridge című angol Wikipédia-szócikk ezen változatának fordításán alapul.  Az eredeti cikk szerkesztőit annak laptörténete sorolja fel. Ez a jelzés csupán a megfogalmazás eredetét és a szerzői jogokat jelzi, nem szolgál a cikkben szereplő információk forrásmegjelöléseként.